# Light from Light
Light from Light è un film del 2019 diretto da Paul Harrill ed interpretato da Marin Ireland, Jim Gaffigan, Josh Wiggins, Atheena Frizzell e David Cale.

## Trama
Shelia è una mamma single Shelia che lavora part-time come investigatrice paranormale. Dopo essere apparsa in un programma radiofonico locale, viene contattata da Richard, un uomo da poco vedovo che sospetta che lo spirito della moglie stia infestando la sua fattoria nel Tennessee orientale. Shelia si reca sul posto insieme al figlio adolescente Owen e alla di lui compagna di classe Lucy nella speranza di risolvere il mistero.

## Produzione
Il film è stato girato a Knoxville, nel Tennessee a luglio e agosto del 2018.

## Accoglienza
Il film ha un punteggio del 88% sul sito Rotten Tomatoes.